# Orlando City Soccer Club
Orlando City Soccer Club és un club de futbol professional dels Estats Units, de la ciutat d'Orlando, Florida. Va ser fundat el 2013 i és un equip de la Major League Soccer des de l'any 2015.

## Història
A l'octubre de 2010, Phil Rawlins i el grup d'inversors propietaris de l'Orlando City Soccer Club (llavors part de l'USL, tercer nivell del futbol estatunidenc) van anunciar plans per unir-se a la Major League Soccer en els següents tres a cinc anys. El 28 de febrer de 2011 el club es va reunir amb el comissionat de l'MLS, Don Garber, per parlar sobre el projecte d'expansió i novament es va parlar del mateix tema, però aquesta vegada, anunciant oficialment la nova franquícia al novembre d'aquest any. Funcionaris del club es van tornar a reunir amb el Comissionat Don Garber el 10 de novembre de 2011 per discutir més a fons la possibilitat d'unir-se a l'MLS com el 20è club -atorgat finalment al New York City Football Club- el 2013.
El 19 de novembre de 2013, va ser anunciat oficialment com la franquícia número 21 de l'MLS, pels propietaris Flavio Augusto da Silva i Phil Rawlins. El primer fitxatge important va ser el salvadorenc Darwin Cerén i com a jugador franquícia va ser el del brasiler Kaká, traspàs oficialitzat el 30 de juny de 2014.
El 10 de desembre de 2014, Orlando City va seleccionar deu jugadors en el draft d'expansió, destacant-se Donovan Ricketts, Tony Cascio i Jalil Anibaba.

## Palmarès
- MLS Cup: 0
- MLS Supporters' Shield: 1 (2022)